# Шагойко, Александр Александрович
Алекса́ндр Алекса́ндрович Шаго́йко (бел. Аляксандр Аляксандравіч Шагойка; род. 27 июля 1980, Минск) — белорусский футболист, защитник. Выступал в сборной Беларуси. Главный тренер «МЛ Витебск».

## Биография
Воспитанник детско-юношеской школы СДЮШОР-5 (Минск). Выступал за минский «Реал», бобруйскую «Белшину», с 2003 года — в ФК «Гомель». В феврале 2008 перешёл в украинский «Кривбасс». Дебют 2 марта 2008 года в матче «Кривбасс» — «Таврия» 1:1. С августа 2009 года — вновь в ФК «Гомель». Затем переехал в Бобруйск и провёл там шесть лет, но после прихода новых инвесторов почти весь состав «шинников» был изменён. Не нашлось там места и Шагойко. Новым клубом опытного футболиста стал дебютант высшей лиги — ФК «Ислочь». В новой команде Александр сменил игровое амплуа: вместо крайнего защитника перешёл в опорную зону. Сезон-2016 для полузащитника стал самым результативным за всю карьеру — он забил 6 голов и отдал 3 результативные передачи. Был признан болельщиками лучшим игроком «волков» по итогам сезона.
27 января 2017 года Шагойко продлил контракт с клубом. В сезоне 2017 оставался игроком основы, сначала в качестве опорного полузащитника, позднее стал играть в защите. В январе 2018 года продлил соглашение с клубом ещё на год. Сезон 2019 начинал в стартовом составе, а с августа чаще стал оставаться на скамейке запасных. 18 декабря 2019 года по окончании контракта покинул «Ислочь». Отыграл за «волков» четыре сезона. Провел во всех турнирах 108 матчей, забил 6 голов и отдал 6 передач. 

### Тренерская карьера
В феврале 2020 года завершил карьеру и стал тренером юношеской сборной Беларуси (U-14). Затем в сентябре 2020 года стал главным тренером в Академии АБФФ команды 2005 года рождения, которую возглавлял до мая 2022 года. В июле 2022 года стал ассистентом главного тренера в «Ислочи».
В январе 2025 года стал главным тренером клуба «МЛ Витебск», получив первый самостоятельный опыт работы со взрослой командой. По итогам мая 2025 года был признан Белорусской федерацией футбола лучшим тренером месяца. На этом отрезке сезона команда из Витебска победила «Неман» (1:0), «Славию» (2:0), БАТЭ (2:1) и «Минск» (2:1), закрепившись на первой строке таблицы высшей лиги.

### В сборной
В сборной Беларуси провёл 4 матча.

## Достижения
- Чемпион Беларуси (2): 2001, 2003
- Обладатель Кубка Беларуси (2): 1999, 2001
- Финалист Кубка Беларуси: 2004